# Аль-Наслаа
Аль-Наслаа, Ан- или Эн-Насла (араб. صخرة النصلة‎, буквально «скала-лезвие») — песчаниковый камень в Саудовской Аравии, известная геологическая достопримечательность. Аль-Наслаа имеет ширину около 9 метров и высоту около 6 метров; посередине камня находится ровный разрез на две части, обе из которых стоят на небольших «постаментах». Скала находится в 50 км к югу от оазиса Тайма.
Точная причина столь ровного разреза не определена и остаётся предметом продолжающихся геологических исследований. Учёные выдвигают различные гипотезы, например механическое или химическое выветривание. Сочетание ветра, дождя, большой амплитуды температурных колебаний и геологических сил могло привести к появлению трещин под напряжением вдоль существующих слабых мест в структуре породы. Также в качестве причины образования такой формы рельефа приводится движение земной коры, поскольку регион тектонически активен. Кроме того, имеют популярность конспирологические теории, такие как искусственное создание разреза человеком или инопланетянами.
С юго-восточной стороны камень покрыт петроглифами — скальными рисунками, оставленными, как предполагается, в доисторические времена. На многих рисунках изображены животные, сцены охоты и человеческие фигуры. Некоторые из петроглифов можно интерпретировать как религиозные или духовные символы, почитаемые местными культурами того времени. Также, по мнению учёных, петроглифы могли иметь астрономическое значение и использоваться для навигации или отслеживания событий в небе.